# Schnitzer Motorsport
Schnitzer Motorsport — гоночная команда, базирующаяся во Фрайлассинге, близ Мюнхена, Германия. Тесно связана с компанией БМВ и представляет машины этой марки в автогонках.

## История
Компания была основана братьями Йозеформ и Гербертом Шнитцерами в 1967 г. Их отчим Карл Ламм имел автомастерскую и автомагазин. В 1962 г. братья дебютировали в автогонках, а Йозеф в 1966 г. выиграл чемпионат Германии на BMW 2002ti, но в 1968 оба ушли из автогонок, решив заняться автобизнесом, в том числе организовать свою команду. В 1970-е к ним присоединились их сводные братья Карл («Чарли») и Дитер Ламм, причём Чарли сразу стал гоночным инженером. В 1978 г. Йозеф Шнитцер погибает в результате несчастного случая и его брат становится руководителем.
Кроме дилерского центра и гоночной команды в самой Баварии, фирма располагает также тюнинговым центром в Аахене, близ границы с Бельгией и Голландией, обозначаемый по коду города AC Schnitzer.
С самого начала компания имеет дело прежде всего с автомобилями БМВ и БМВ М, выставляя их в Европейском и Мировом Чемпионате легковых автомобилей, ДРМ и ДТМ, а также в гонках на выносливость (BMW M3GTR — в серии ALMS и гонке 24 часа Нюрбургринга).

## Современность
Команда представляет БМВ в чемпионате мира среди легковых автомобилей под именем заявителя BMW Team Germany с гонщиками Аугусто Фарфушем и Йоргом Мюллером.

## Победы

### В чемпионатах
- 1983 — Европейский чемпионат легковых автомобилей (Дитер Квестер, BMW 635CSi)
- 1986—1988 — Европейский (1987 — мировой) чемпионат легковых автомобилей (Роберто Равалья, BMW М3)
- 1989 — ДТМ (Роберто Равалья, BMW М3)
- 1989—1991 — Итальянский Супертуринг (1989 — Джонни Чекотто, 1990—1991 — Роберто Равалья, BMW М3)
- 1993 — Британский чемпионат легковых автомобилей (первая два места — Иоахим Винкельхок и Стив Сопер, BMW 318i)
- 1995 — Японский чемпионат легковых автомобилей (Стив Сопер, BMW 318i)
- 1995 — Немецкий Супертуринг (Иоахим Винкельхок, BMW 320i)
- 1998 — Немецкий Супертуринг (Джонни Чекотто, BMW 320i)
- 2001 — ALMS в классе GT2 (Йорг Мюллер, BMW M3GTR V8)

### В гонках
- 1976 — 1000 км Нюрбургринга (BMW 3.5CSL)
- 1991 — 24 часа Нюрбургринга (BMW М3)
- 1992 — Гонка Гуйя в Макао (первые три места — Эммануэле Пирро, Иоахим Винкельхок, Роберто Равалья, BMW М3 Evolution)
- 1998 — 24 часа Нюрбургринга (BMW 320d)
- 1999 — 24 часа Ле-Мана (BMW V12LMR)
- 2004—2005 — 24 часа Нюрбургринга (первые два места, BMW M3GTR V8)
- 2010 — 24 часа Нюрбургринга (BMW M3 GT2)